# Cys/Met 대사 PLP-의존성 효소 패밀리
Cys/Met 대사 PLP-의존성 효소 패밀리(영어: Cys/Met metabolism PLP-dependent enzyme family)는 PLP를 보조 인자로 사용하는 시스테인 및 메티오닌 대사에 관여하는 효소를 포함하는 단백질족을 가리킨다.

## 작동
PLP는 아미노 그룹에 결합하고 탄소 음이온(carbanion) 중간체를 안정화하기 때문에 사용된다. PLP 효소는 시프 염기로 존재하며, PLP의 알데하이드 그룹은 효소상의 활성 부위 라이신 잔기의 엡실론-아미노 그룹과 연결을 형성한다. 기질의 알파-아미노 그룹은 기질과 함께 새로운 알디민(aldimine)을 형성하는 과정에서 라이신 엡실론-아미노 그룹을 대체한다. 이 알디민은 모든 PLP-촉매 반응, 효소적 및 비효소적 반응의 일반적인 중심 중간체로 작동한다.

## 같이 보기
- 코엔자임